# Enoploderes
Enoploderes — род жуков усачей из подсемейства Lepturinae.

## Описание
Боковой край переднегруди резко окантован, ребровидный, боковой бугор сплющен, зубцевидный.

## Систематика
В составе рода:
- вид: Enoploderes bicolor Ohbayashi, 1941
- вид: Enoploderes sanguineum Faldermann, 1837